# Erandio
Erandio è un comune spagnolo di 22 422 abitanti situato nella comunità autonoma dei Paesi Baschi.